# Lubosina
Lubosina – wieś w Polsce położona w województwie wielkopolskim, w powiecie szamotulskim, w gminie Pniewy.

## Położenie
Wieś sołecka położona nad Jeziorem Lubosińskim, położona 19 km na południowy zachód od Szamotuł, przy linii kolejowej Rokietnica – Międzychód (obecnie linia nieczynna). We wsi był przystanek kolejowy Lubosina.
Okolica wsi jest prawie bezleśna – teren falisty, a gleby bardzo urodzajne. Krajobraz urozmaicają dwa jeziora rynnowe: Lubosińskie i Buszewskie, połączone rowem; wypełniają one 4-kilometrową rynnę o kierunku południowym.

## Historia
Miejscowość pierwotnie związana była z Wielkopolską. Ma metrykę średniowieczną i istnieje co najmniej od początku XIV wieku. Wymieniona pierwszy raz w łacińskim dokumencie z 1387 „Lubosyna”, 1396 „Lubosino”, 1398 „Lubosszina, Lubosina”, 1399 „Luboszino”, 1400 „Luboszina, Lubossina”, 1400 „Lubozina”, 1404 „Lubossino”, 1422 „Lubosszin”, 1424 „Lubossyna”, 1425 „Luboschina”, 1426 „Lubosyna”, 1428 „Luboszyna”, 1443 „Luboszye, Luboszyni”, 1455 „Luboszyno Maius”, 1470 „Luboschyna”.
Tereny, na których powstała miejscowość były prawdopodobnie zasiedlone jednak wcześniej niż odnotowały to archiwalne, historyczne zapisy. Historycy podejrzewają, że na terenie lub w najbliższej okolicy wsi znajdowała się osada datowana szacunkowo na IX-XIII wiek.
Miejscowość była początkowo wsią szlachecką należącą do rodu Lubosińskich, którzy od nazwy wsi przyjęli swoje odmiejscowe nazwisko, a także do Jaktorowskich. W 1508 leżała w powiecie poznańskim Korony Królestwa Polskiego. W 1413 notowana w parafii Otorowo.
Pierwszy zapis o wsi datowany jest na 1387 i pochodzi z dokumentu, który mówi o dwóch braciach Mikołaju i Bogusławie dziedzicach w Lubosinie, który zobowiązują się Wincentemu do rezygnacji z Pniew oraz 1/3 Lubosiny wraz z przywilejem pod warunkiem, że Wincenty wypłaci Przybyłowi dziedzicowi w Lubosinie 17 grzywien.
Pod koniec XIV wieku odnotowano kolejny proces sądowy o majętności we wsi. W 1396 Przybył, dziedzic w Lubosinie, oskarżył Paszka z tej wsi o to, że po złodziejsku wraz ze swoimi siostrami Goszką i Junoszką odstąpił prawo własności dwóch części Lubosiny podczas gdy Przybył miał lepsze prawo do tego dziedzictwa. Paszek nie stawił się w terminie w sądzie, a Przybył zapłacił przysądne. W 1398 Przybył toczył spór sądowy z Pawłem z Lubosiny o część wsi należącej do Jafroszki, a przysądne zapłacił Paweł. Ostatecznie sprawę z Piotrem Wilkiem o część Lubosina należącą do Jafroszki Przybył przegrał.
W latach 1394–1410 dziedzicem w Lubosinie był Piotr Pietrasz Lubosiński zwany Wilkiem (łac. „Lupus”), herbu Zaremba. Na przełomie XIV i XV wieku odnotowany został w wielu dokumentach sądowych w czasie toczonych spraw. W 1398 zeznawał w procesie o szlachectwie Macieja Waty dziedzica Nądni. W latach 1398–1399 toczył proces sądowy z Wojciechem archidiakonem poznańskim, który przegrał. W początku wieku XV toczył spory sądowe z Tomaszem Lipnickim. W 1400 Tomasz wraz z 5 paniczami i 12 kmieciami usypał trzy kopce w dziedzinie należącej do Piotra. W 1402 przybył on do kościoła w Otorowie z 20 ludźmi zakłócając mszę. W 1402 Piotr Lubosiński toczy z Tomaszem spór o czynsz z Przystanek. W 1403 toczył proces z Małgorzatą z Podrzewia o zabicie jej męża. W 1403 za Pietrasza zwanego Wilkiem z Lubosina poręczyli Wojciech Luliński, Wawrzyniec Łódzki z Będlewa oraz Dziersław Rozwarowski z Rozwarowa (obecnie Rostworowo). Pietrasz został przez sąd zobowiązany w ustalonym terminie przyprowadzić do grodu poznańskiego pojmanego przez siebie brata biskupa Włościbora i w obecności burgrabiego starościńskiego zwolnić go z więzienia oraz zwrócić to wszystko, co Piotr sobie przywłaszczył. W 1407 Piotr Lubosiński ma stawić przed sądem świadków w sporze z Wojsławem z Krzestkowic o część dziedziny Lubosina.
W 1512 król polski Zygmunt I Stary zezwolił kasztelanowi poznańskiemu i staroście generalnemu wielkopolskiemu Łukaszowi z Górki aby zapisał swojej żonie Katarzynie z Szamotuł w dożywocie dobra Szamotuły, a w tym m.in. wieś Lubosina. Jest to jedyna znana wzmianka o przynależności Lubosiny do dóbr szamotulskich. W 1547 Łukasz Jaktorowski zapisał swojej żonie Annie z Ostroroga, córce zmarłego kasztelana kaliskiego Wacława z Ostroroga, po 2600 złotych posagu oraz wiana m.in. na wsi Lubosina.
Miejscowość odnotowano również w historycznych rejestrach poborowych. W 1563 ma miejsce pobór podatków od 7,5 łana oraz dwóch karczm dorocznych. W 1577 pobór z Lubosina zapłacił wojewoda płocki Piotr Chodzieski Potulicki syn Mikołaja. W 1580 pobrano pobór z części Kaspra Potulickiego od 8 półłanków, 4 zagrodników i 1/4 łana karczmarskiego. W 1583 pobór zapłacił Kasper Potulicki.
Wieś szlachecka Luboszina położona była w 1580 roku w powiecie poznańskim województwa poznańskiego w Rzeczypospolitej Obojga Narodów.
W wyniku II rozbioru Rzeczypospolitej w 1793, miejscowość przeszła w posiadanie Prus i jak cała Wielkopolska znalazła się w zaborze pruskim. W 1939 r. stanowiła własność niemieckiej fundacji rodziny de Rège; majątek liczył 519 ha.
W latach 1954–1959 wieś należała i była siedzibą władz gromady Lubosina, po jej zniesieniu w gromadzie Otorowo. W latach 1975–1998 miejscowość administracyjnie należała do województwa poznańskiego.

## Zabytki
Na półwyspie nad Jeziorem Lubosińskim rozciąga się park krajobrazowy z przełomu XVIII i XIX w. o pow. 6,5 ha. W parku znajduje się dwór późnobarokowy – szachulcowy z drugiej połowy XVIII w.; restaurowany w 1961 r. Jest on budowlą parterową, z mieszkalnym poddaszem, na rzucie prostokąta. Nad wejściem na osi znajduje się wystawka zwieńczona trójkątnym frontem. Dwór nakryty jest wysokim czterospadowym, łamanym dachem polskim. Obecnie zdewastowany.